# Tage Orrgård
Tage Jöns Evald Orrgård, född den 11 maj 1897 i Göteborg, död den 21 september 1987 i Mölndal, var en svensk präst.
Orrgård avlade teologie kandidatexamen 1919 och teologie licentiatexamen 1934. Han  blev komminister i Hallingeberg 1921 och kyrkoherde i Hjorted 1923. År 1933 blev han komminister i Haga församling i Göteborg och 1940 kyrkoherde i pastoratet Mölndal, Kållered och Råda. År 1950 blev han kontraktsprost i Göteborgs östra kontrakt.
Han hade uppdrag i flera styrelser och stiftelser och var bland annat ledamot av barnavårdsnämnden i Mölndal.
Orrgård var son till möbelhandlaren Albin Olsson och hans maka Selma Nordlund. Han var bror till Stellan Orrgård och gift med Astrid Frizell (1896–1986). Makarna vilar på Fässbergs kyrkogård.